# ГАЗ-11 (двигатель)
ГАЗ-11 — семейство бензиновых шестицилиндровых рядных двигателей производства Горьковского автомобильного завода, выпускавшееся в общей сложности более 50 лет, начиная с 1938 года.

## История создания

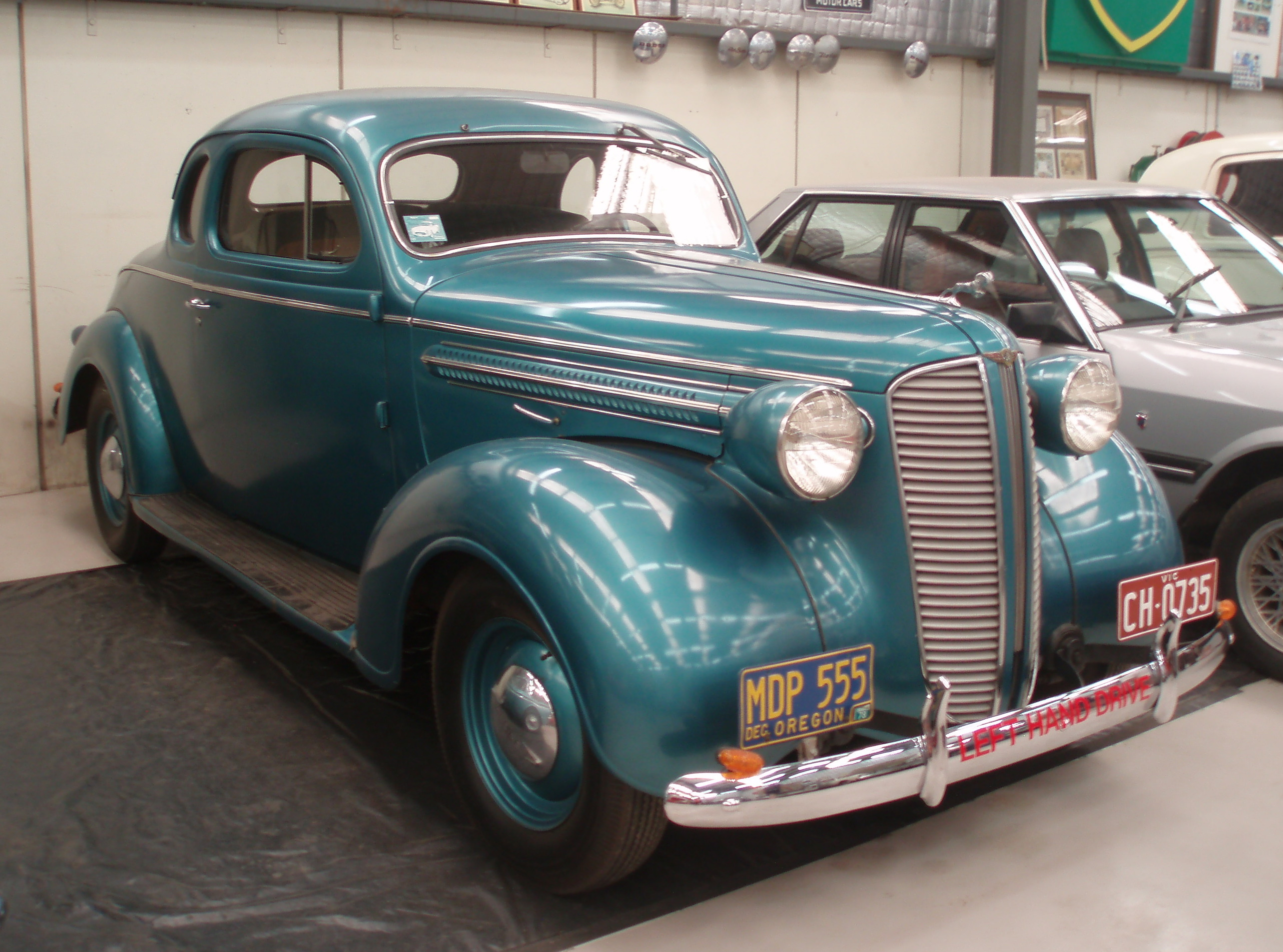
«Додж Д-5»…

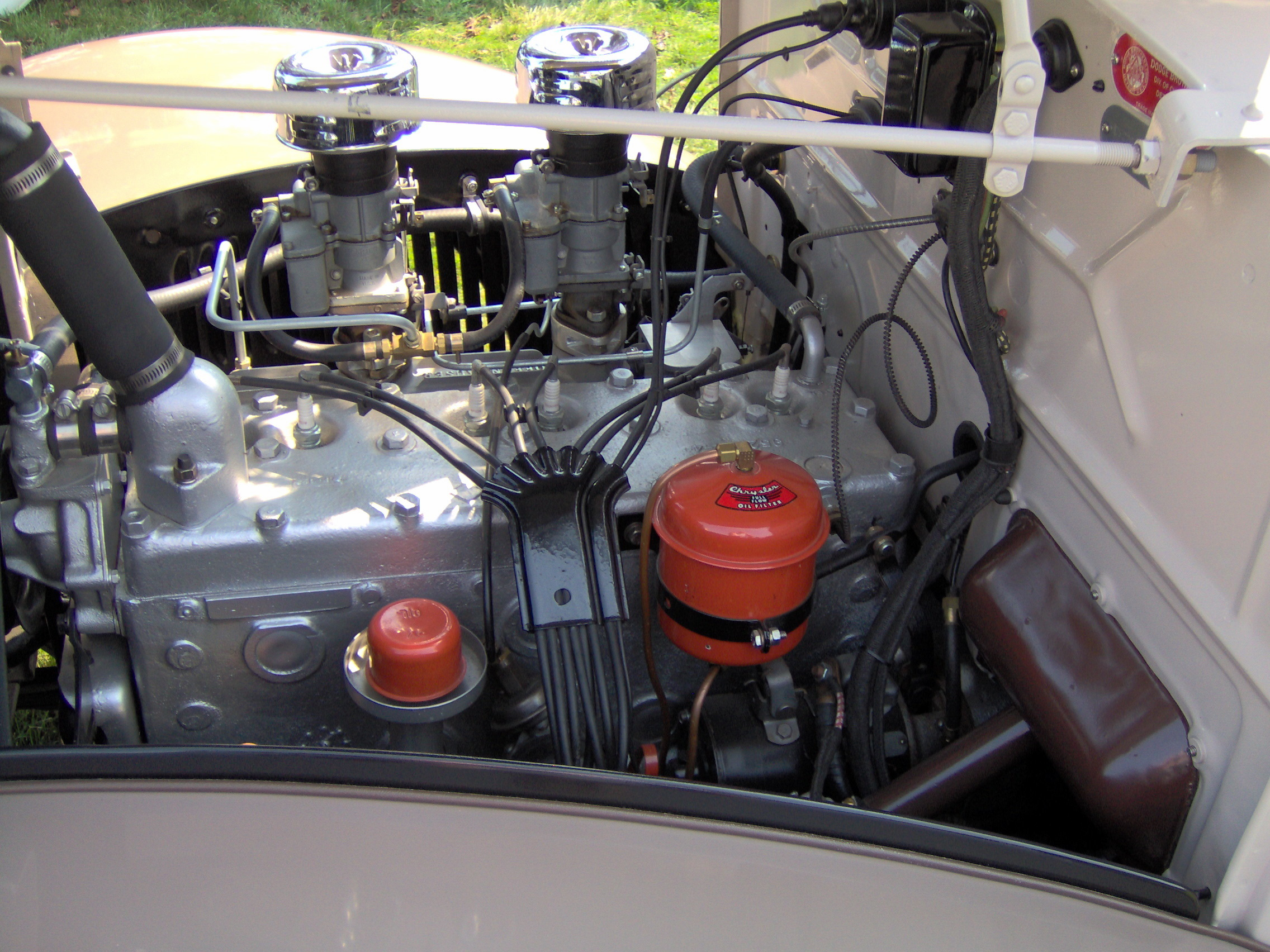
…и его двигатель

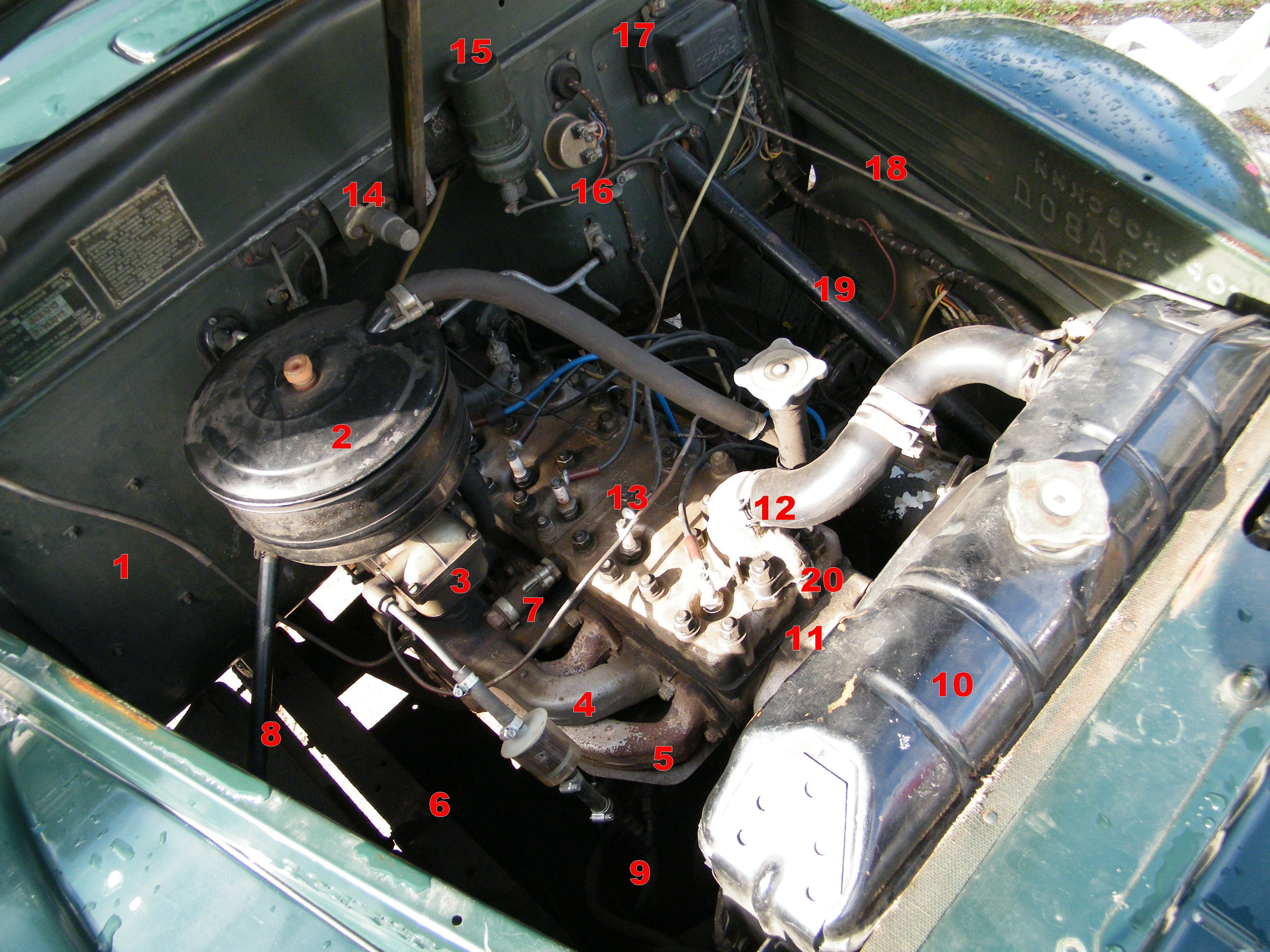
Шестицилиндровый двигатель ГАЗ-63, правая сторона
1 — место, где должен находиться полнопоточный масляный фильтр тонкой очистки «ДАСФО»
2 — инерционно-масляный воздушный фильтр
3 — карбюратор
4 — впускной коллектор
5 — выпускной коллектор
6 — место установки предпускового подогревателя
7 — патрубок для подключения предпускового подогревателя
8 — труба от отопителя кабины
9 — место нахождения топливного и масляного насосов (плохо видны)
10 — водяной радиатор
11 — помпа (центробежный насос)
12 — термостат и выходной патрубок к радиатору
13 — головка блока цилиндров
14 — подкапотная осветительная лампа
15 — катушка зажигания
16 — добавочный резистор
17 — реле-регулятор
18 — тросовый привод жалюзи радиаторов
19 — рулевая колонка

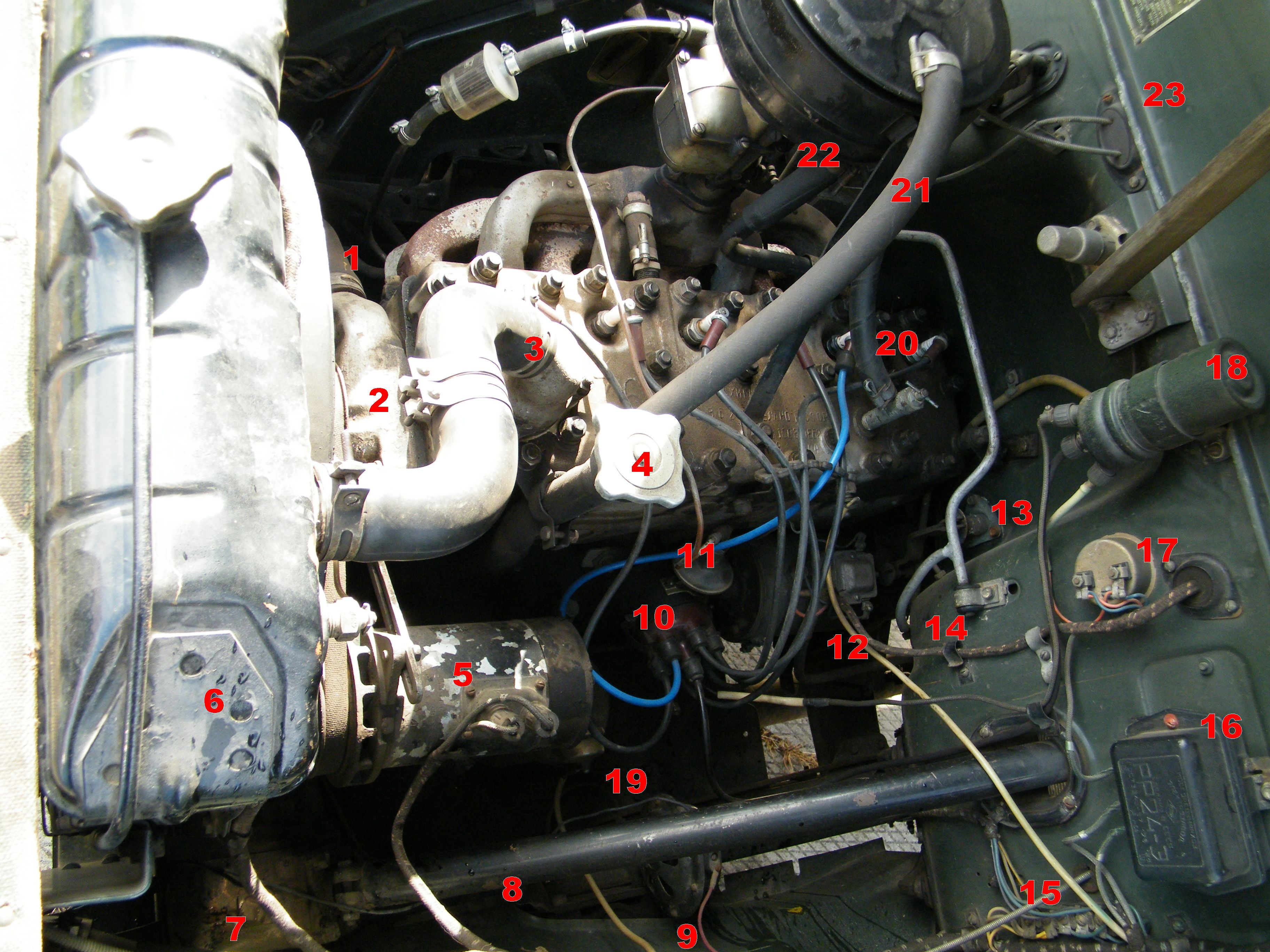
Шестицилиндровый двигатель ГАЗ-63, левая сторона
1 — нижний патрубок к помпе
2 — помпа (центробежный насос)
3 — термостат и выходной патрубок к радиатору
4 — маслозаливная горловина
5 — генератор постоянного тока
6 — водяной радиатор
7 — рулевой механизм
8 — рулевая колонка
9 — автомобильный сигнал
10 — прерыватель-распределитель зажигания
11 — вакуумный регулятор опережения зажигания
12 — стартер
13 — педальный привод включения стартера
14 — привод от педали «газа» к дроссельной заслонке карбюратора
15 — тросовый привод жалюзи радиаторов
16 — реле-регулятор
17 — добавочный резистор
18 — катушка зажигания
19 — полнопоточный пластинчатый масляный фильтр грубой очистки
20 — кран отопителя кабины и шланг к нему
21 и 22 — шланги вентиляции картера
23 — тросовые приводы воздушной заслонки карбюратора и «ручного газа»

Модернизируя конструкцию "М-1", инженеры ГАЗа пришли к выводу, что машине нужен новый двигатель — резервы старого были почти исчерпаны. Перед Андреем Липгартом встал нелёгкий выбор — пытаться создать двигатель силами завода, с нуля, или воспользоваться иностранной разработкой.
Проанализировав конструкции американских моторов, выяснили, что наилучшим является вариант шестицилиндрового нижнеклапанного Chrysler flathead ошибочно называемый «Додж-Д5» по названию автомобиля "Dodge Series D5", на который устанавливался. Это была проверенная временем конструкция, датированная 1928 годом, показавшая себя исключительно выносливой и надёжной. Двигатель развивал довольно большую по тому времени удельную мощность 22-24 л. с./л (по сравнению с 12-15 л. с./л у ГАЗ-А и ГАЗ-М1). Важнейшие технические новшества — сменные биметаллические вкладыши подшипников коленчатого вала, термостат в системе охлаждения, 100%-ная фильтрация масла, вставные жароупорные седла выпускных клапанов, система вентиляции картера, автомат опережения зажигания, оксидированные поршни, плавающий маслоприемник. Несмотря на сравнительно большую длину шестицилиндрового чугунного блока, сухая масса «Додж-Д5» составляла 310 кг. Более того, этот двигатель был очень технологичным, для изготовления деталей почти не использовались (за исключением поршней) цветные металлы. По сравнению с "ГАЗ-M" американский двигатель расходовал на 4-5 % меньше топлива, поскольку работал с более высокой степенью сжатия и имел лучше организованный рабочий процесс.
Когда все плюсы и минусы «Додж-Д5» были взвешены, А. А. Липгарт настоял на выделении средств для закупки оборудования. В 1937 г. Липгарт сам поехал в США. Занимаясь заказом оборудования для производства 6-цилиндровых двигателей, он одновременно изучал технологию их изготовления. Официально лицензия не покупалась, были скопированы чертежи, полученные от сотрудников Chrysler разведкой за 25 тыс. долл..
Ведущим конструктором проекта стал Евгений Агитов, заместитель главного конструктора по двигателям. Переконструированный специалистами ГАЗа "Додж-Д5", переведённый, вдобавок, в метрические размеры, превратился в ГАЗ-11, и его модификации до 1990-х годов жили на конвейере ("ГАЗ-52"). "Додж-Д5" имел цилиндры диаметром 3¼ дюйма (82,55 мм), ход поршня 4⅜ дюйма (111,1 мм), а его рабочий объём составлял 217,76 дм3 (3568 см3). Эти же параметры для ГАЗ-11: диаметр цилиндра — 82 мм, ход поршня — 110 мм, рабочий объём — 3485 см3. ГАЗ-11 был задуман в двух вариантах: с чугунной головкой (степень сжатия — 5,6, мощность — 76 л. с. при 3400 об/мин) и с алюминиевой головкой (степень сжатия — 6,5, мощность — 85 л. с. при 3600 об/мин).
До войны таких машин успели сделать немного. Возобновили производство "М1" и после войны, пока шла подготовка к выпуску "Победы". По сравнению с американской моделью в "ГАЗ-11" была измененены масляная система (с плавающим маслоприёмником), в приводе распределительного вала цепная передача заменена шестерёнчатой (с текстолитовым ведомым колесом) по образцу мотора "Chevrolet straight-6" "Дженерал Моторс".
Летом 1938 года опытные образцы мотора были испытаны на стенде, но при внедрении в производство возникли многочисленные технологические трудности и выявились «детские болезни», устранение которых продолжалось до самой войны. Начало массового выпуска мотора пришлось перенести на 15 февраля 1940 года (в 1940 году было изготовлено 128 серийных моторов, в 1941—1951).
Старшим инженером спецгруппы по самолётным двигателям был Л. Л. Зильперт. На первых опытных образцах авиационной модификации "ГАЗ-11" устанавливался один карбюратор типа К-23 или два типа М-1 в верхней части мотора.
В апреле 1939 года был изготовлен опытный образец судовой модификации. После устранения ряда «детских болезней» к 1941 году конструкция была доработана, и в период с 29 сентября по 16 октября состоялись его государственные испытания. "ГАЗ-11" прошёл испытания с заключением «может быть принят на вооружение ВМФ». Массовое производство судовой модификации освоено не было из-за необходимости увеличения выпуска силовых установок для танков.
В годы войны требовались двигатели для установки на танки и самоходки, поэтому ГАЗ-11 в «чистом» виде в годы войны практически не выпускался (в небольших количествах использовались только на автомобилях "ГАЗ-61" и небольшой партии "ГАЗ-11-73", изготовленной до июня 1941 года), но после войны совершенствование "ГАЗ-11" было продолжено. В результате модернизации появились моторы "ГАЗ-51", "ГАЗ-12" и "ГАЗ-52".

## Двигатели семейства ГАЗ-11

### ГАЗ-11
ГАЗ-11 имел диаметр цилиндра 81,88 мм и ход поршня 110 мм. Мощность с чугунной головкой и степенью сжатия 5,6 составляла 76 л.с. при частоте вращения коленвала 3400 об/мин; с алюминиевой головкой и степенью сжатия 6,5 при 3600 об/мин двигатель выдавал 85 л.с.
В расчёте на использование мотора ГАЗ-11 были спроектированы полноприводные автомобили — легковой ГАЗ-61 и грузовые ГАЗ-63, ГАЗ-62, ГАЗ-33, ГАЗ-34, бронеавтомобиль ЛБ-62, аэросани КМ-5. Судовая модификация ГАЗ-11 (старшим инженером по судовому двигателю являлся Е. Г. Клементьев) отличалась от базовой версии редуктором числа оборотов обратного и холостого хода, масляным радиатором, водяным насосом.

### ГАЗ-85

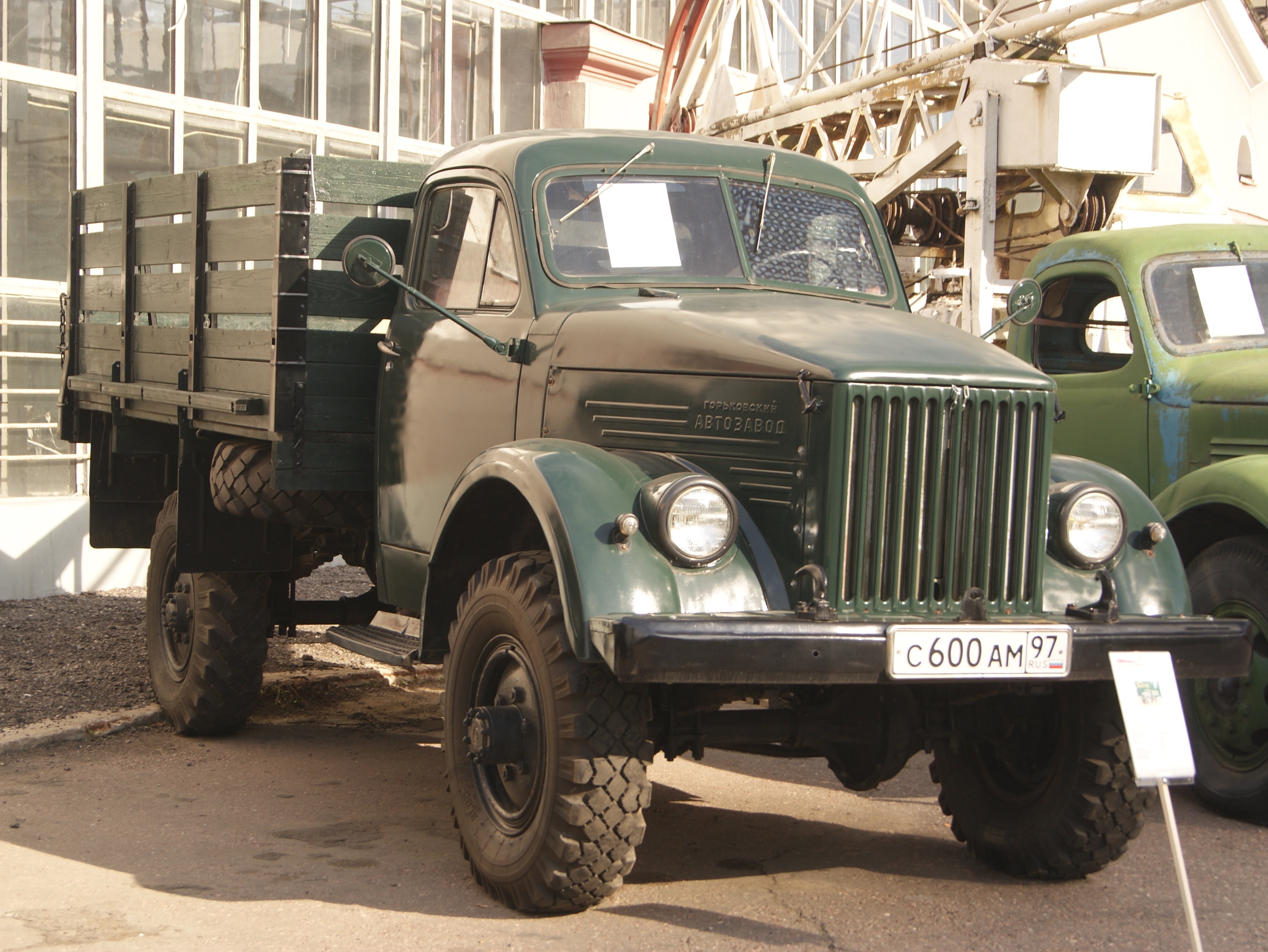
ГАЗ-63 с шестицилиндровым двигателем

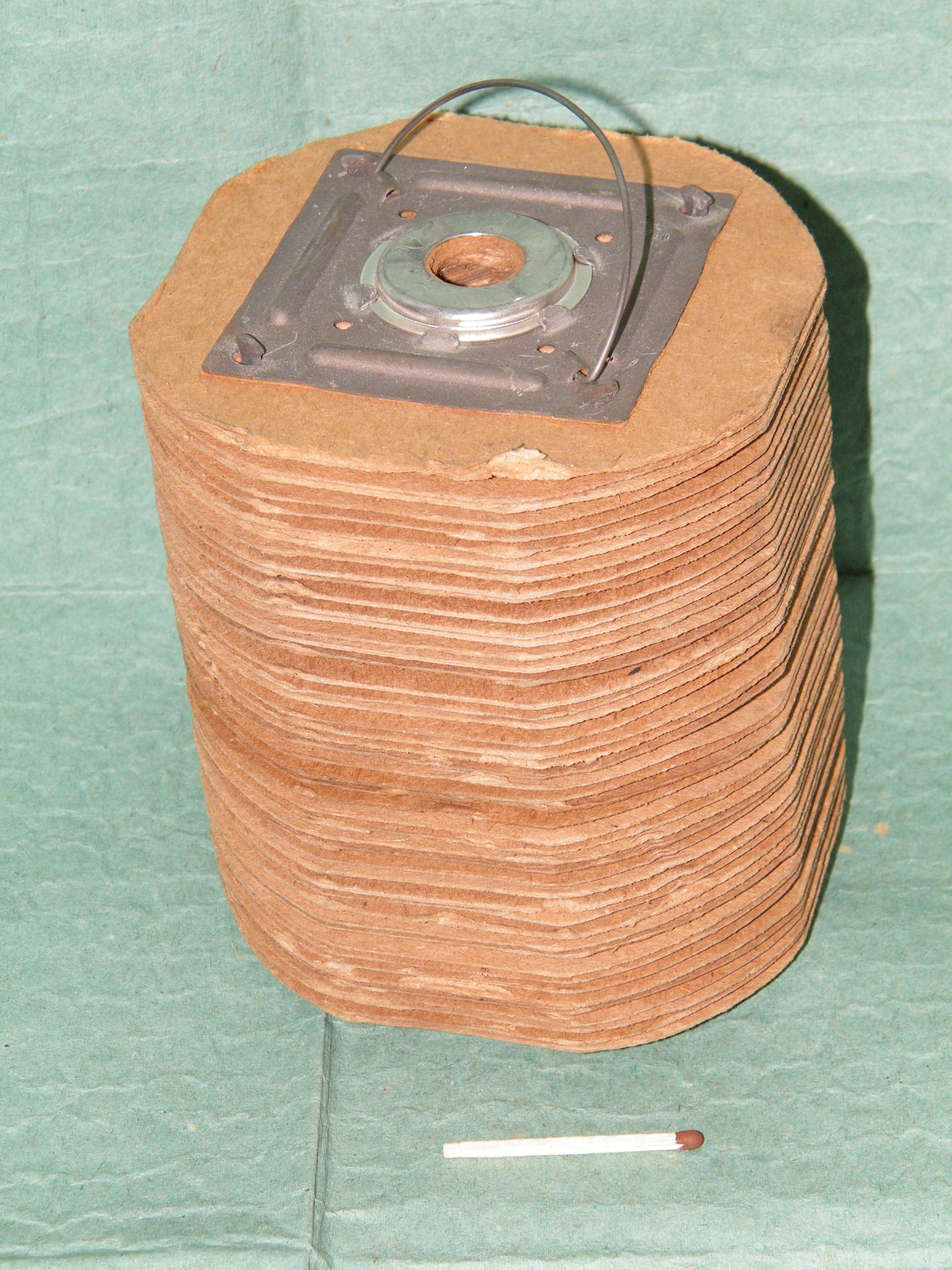
Фильтрующий элемент «ДАСФО»
(полнопоточный фильтр тонкой очистки масла, двухсекционный автомобильный супер-фильтр-отстойник)

В 1938—1939 гг. по требованию Ворошилова был разработан вариант мотора для установки на лёгкие самолёты. По сравнению с базовым вариантом мощность авиационного мотора была повышена, поэтому он назывался ГАЗ-85 («двигатель ГАЗ мощностью 85 л. с.»). При испытаниях на модифицированной под него версии У-2 двигатель показал себя ненадёжным, и был заменён на импортный аналог («Додж»).

### ГАЗ-202
Для установки на лёгкий плавающий танк Т-40 была разработана модификация ГАЗ-202. От базовой версии этот двигатель отличался только электрооборудованием. В период Великой Отечественной войны ГАЗ-202 стали оснащать спаренными карбюраторами М-1 («9510»). ГАЗ-202 устанавливался на танки Т-40, Т-30, Т-60.
Из-за нехватки моторов мощностью 120—140 л.с., начали разработку спаренных силовых установок. К осени 1941 г. был закончен технический проект и изготовлены макеты спаренной силовой установки. К массовому производству был принят силовой агрегат ГАЗ-203 из двух расположенных продольно моторов ГАЗ — ГАЗ-202 (с маркировкой 70-6004 (передний) и 70-6005 (задний)) суммарной мощностью 140 л.с. Коленчатые валы двигателей соединялись с помощью специальной муфты. ГАЗ-203 ставили на танки Т-70 и Т-60. Под именем ГАЗ-15 силовой агрегат производился до конца Великой Отечественной войны и устанавливался на самоходную артустановку СУ-76. После войны было освоено массовое производство спаренных силовых установок ГАЗ-15А на основе двигателя ГАЗ-51.

### ГАЗ-51
После войны форма камеры сгорания была оптимизирована, и степень сжатия мотора была повышена с 5,7 до 6,2; кроме того, головку блока цилиндров начали лить из алюминиевого сплава вместо чугуна. Грузовой вариант такого мотора, оснащённый ограничителем оборотов и выдававший 70 л. с. при 2800 об./мин., получил обозначение ГАЗ-51.

### ГАЗ-12
Двигатель для автомобиля ГАЗ-12 представлял собой форсированную версию двигателя ГАЗ-11. Мощность за счёт алюминиевой головки цилиндров, повышения степени сжатия (6,7 — бензин с октановым числом 70-72), отсутствия ограничителя оборотов, нового впускного трубопровода и двухкамерного карбюратора, удалось поднять до 90 л. с., что по тем временам было хорошим результатом (для сравнения, в США с двигателя Ford V8 (3,9 л) модели 1949 года снимали 100 л. с.).

### ГАЗ-40
Для БТР-40 была разработана форсированная модификация двигателя с двухрядным коллектором и двухдиффузорным карбюратором, как у ГАЗ-12, мощностью 85—90 л. с. и адаптированным картером сцепления. БРДМ-1 получила модификацию ГАЗ-40П, а БТР-60ПБ — спарку из двух ГАЗ-49Б, отличавшихся мелкими деталями.

### ГАЗ-52
На автомобили ГАЗ-52 поздних выпусков устанавливался двигатель с дополнительно повышенной степенью сжатия (6,7), так как производство низкооктанового бензина в 1980-е годы было прекращено, вместо свечей зажигания М8 с резьбой М18×1,5 устанавливались свечи А11 с резьбой М14×1,25, вместо пластинчатого масляного фильтра грубой очистки и фильтра тонкой очистки «ДАСФО» устанавливался один полнопоточный масляный фильтр. Двигатель ГАЗ-52 был снят с производства в 1993 году.

## Двигатель ГАЗ-20 (ГАЗ-69)
На основе шестицилиндрового двигателя ГАЗ-11 был сконструирован аналогичный снятому «Крайслером» с производства в 1933 году четырёхцилиндровый двигатель ГАЗ-20 (ГАЗ-69), устанавливавшийся на автомобили ГАЗ-М-20 «Победа», ГАЗ-69, ГАЗ-М-72.
Четырёхцилиндровая версия была значительно унифицирована с шестицилиндровой, мощность составляла 52-55 л. с., ход поршня уменьшен на 10 мм (до 100 мм). Рабочий объём — 2120 см3, степень сжатия 6,2-6,5).
На автомобили УАЗ-450 и ранние выпуски ГАЗ-21 «Волга» (в модификации ГАЗ-21Б) устанавливался модифицированный четырёхцилиндровый двигатель с увеличенным до 88 мм диаметром цилиндров, рабочий объём увеличился соответственно до 2430 см3, и мощность до 62-65 л. с. при степени сжатия 6,7-7,0 (для ГАЗ-69В мощность составляла 70 л. с. при степени сжатия 7,4).

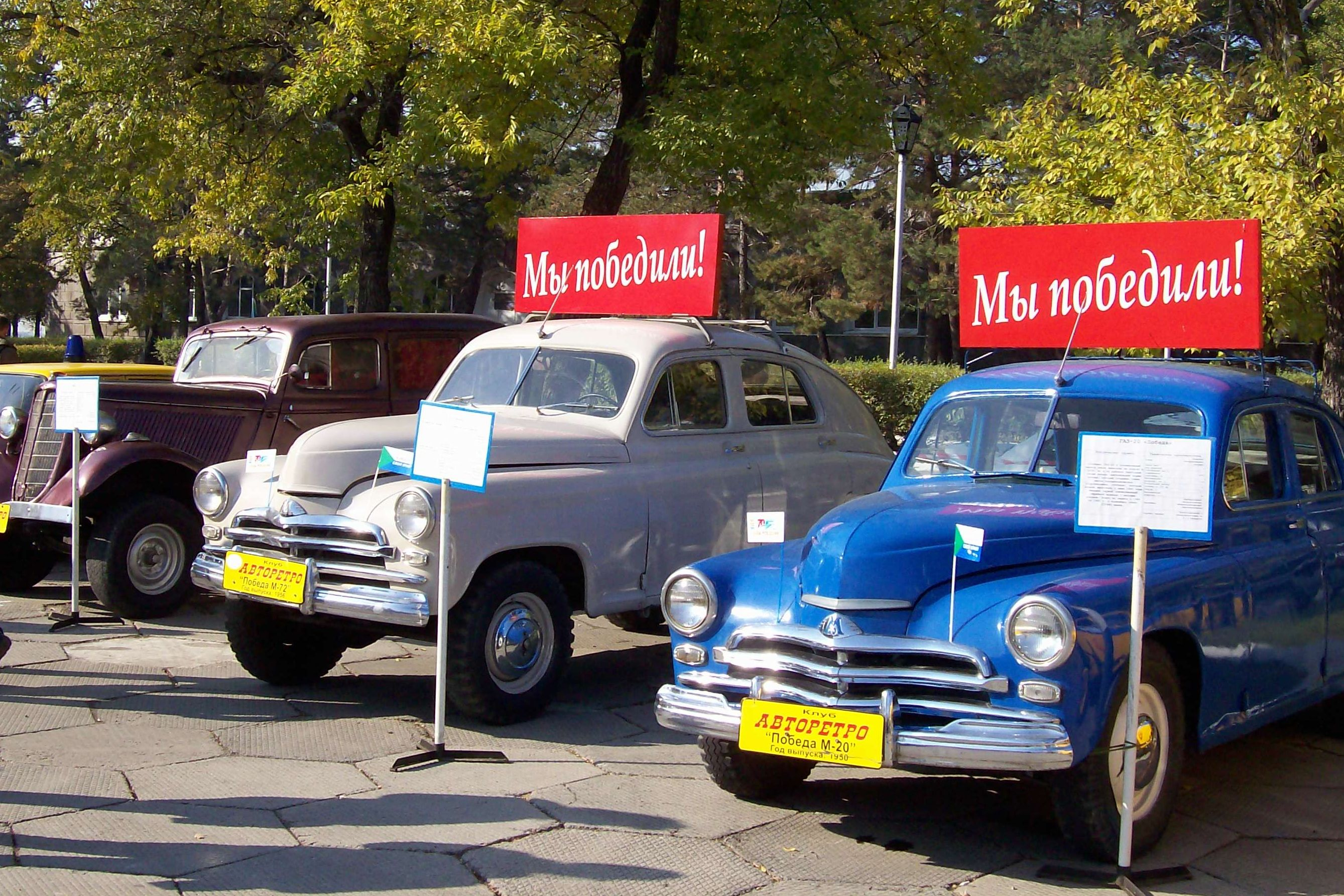
ГАЗ-М-72 и ГАЗ-М-20 «Победа» с четырёхцилиндровыми двигателями

Двигатель производился в Польше на предприятии FSO по лицензии до 1970-х гг, причём с 1957 года был слегка форсирован до степени сжатия 6,8:1 и мощности 52 (позднее даже 57) л. с.

### S-21
Во время разработки автомобиля ГАЗ-М-20 «Победа» в Советском Союзе ещё не имелось в широком доступе бензинов с октановым числом выше 70 единиц (бензин А-74 предназначался для автомобилей ЗИС и в свободной продаже практически не встречался), и низкая детонационная стойкость топлива не давала реализовать главное преимущество верхнеклапанной компоновки — возможность резкого увеличения степени сжатия, а следовательно, и удельной мощности мотора. Однако во второй половине пятидесятых основным топливом для легковых автомобилей как в СССР, так и в Польше начал становиться А-72, наряду с которым появился и А-76. Несмотря на сохранение ряда преимуществ с точки зрения простоты производства и обслуживания, нижнеклапанная компоновка двигателя стала сдавать позиции: слишком уж очевидны были преимущества верхнеклапанных двигателей с высокой степенью сжатия применительно к задаче создания современного, более приемистого и быстроходного, но при этом — экономичного, легкового автомобиля.
С целью сохранения технологической преемственности польские инженеры перепроектировали ГАЗ-20 под штанговый ГРМ, перенеся клапана вверх и форсировав по степени сжатия и оборотам. Получившийся 70-сильный двигатель S-21 производился с 1962 по 1993 гг. общим количеством 1188520 экземпляров и устанавливался на поставлявшиеся в СССР «Нысы» и «Жуки».